# Minsvepare

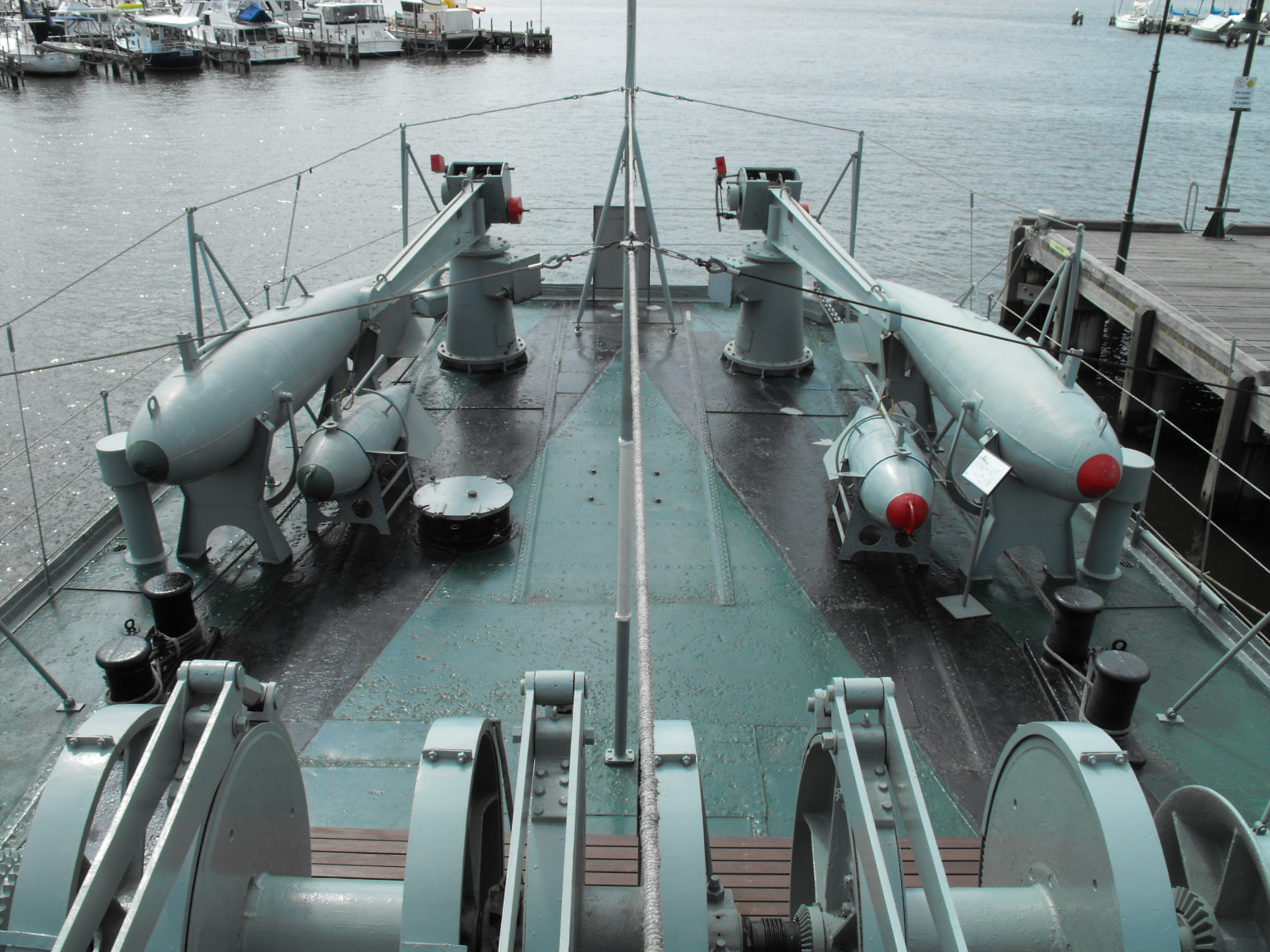
Två paravaner för minsvepning ombord på minsveparen (numera museifartyget) HMAS Castlemaine.

Minsvepare är ett fartyg som bogserar anordningar för att oskadliggöra minor. Klassiska minor som är förankrade och flyter strax under vattenytan röjes genom att minsvepare drar en vajer efter sig som skär av minornas ankarlinor. Minsvepare är en underkategori till minröjningsfartyg.
Under andra världskriget uppfanns magnetminor som exploderar när ett stålfartyg stör det jordmagnetiska fältet. Sådana minor röjes genom att en minsvepare av trä eller plast bogserar ett magnetiskt släp efter sig. Under andra världskriget utgjorde mineringarna ett livsfarligt hot mot all sjöfart. Efter krigsslutet kvarstod hotet: längs de svenska kusterna låg oräkneliga sjöminor som oftast inte fanns utmärkta i sjökort. Några år efter kriget började dessutom minor rosta bort från sina förankringar och driva runt.

## Minsvepare i svenska flottan
Svenska marinen har traditionellt satsat mycket på bra minröjningskapacitet, både genom att utveckla minteknik och röjningsmetoder. Däremot fanns det fram till 1933 inga specialfartyg för uppgiften. Två stycken fartyg tillverkades i stål, HMS M1 och HMS M2 men idén skrotades efter utprovningar. Därefter beslöts att man i stället skulle bygga ett antal M-båtar i trä med den av Jac Iversen ritade HMS Axel som byggts i trä 1934 som förebild. HMS M3 till och med HMS M14 byggdes under 1939 och 1940. Sedan beställdes ytterligare 12 fartyg, HMS M15 till och med HMS M26. Dessa fartyg blev epokavgörande för det svenska kustminskyddet. Många av Sveriges minsvepare gick otaliga timmar, speciellt efter andra världskriget. I dag finns flera utrangerade minsvepare bevarade. Några av dessa bevarade fartyg är HMS M20 och HMS M24. Dessa minsvepare konstruerades av Jac Iverssen i Hondurasmahogny på stålspant. Syftet var att kunna oskadliggöra minor i trängre vatten med god manöverbarhet. M-båtarna utrustades med två motorer och så kallade KaMeWa, det vill säga vridbara propellerblad. Med ett ringa djupgående på cirka 1,8 meter blev fartygen idealiska för sina uppgifter. Detta medförde att fartygstypen har rekord i antalet tjänstgöringstimmar och för träfartyg utomordentliga livslängder.